# Granny Alina
Alina, ook wel bekend als Granny Alina, is de wellicht bekendste vrouw van wie gedacht werd dat ze grootvorstin Maria was, de derde dochter van tsaar Nicolaas II van Rusland en tsarina Alexandra Fjodorovna. Toen haar “stiefkleinzoon” in de jaren 90 hoorde over de ontdekking van de overblijfselen van tsaar Nicolaas en zijn gezin, dacht hij terug aan wat Alina haar ooit had verteld over haar Russisch afkomst en startte hij een onderzoek naar de mogelijkheid dat zij een van de ontbrekende kinderen was.

## Alina’s leven
Over het leven van Alina is niets bekend tot 1954. Ze vestigde zich toen met haar echtgenoot en twee zoons in Durban, Zuid-Afrika. Ze nam al snel de plaats in van de “oma” van een familie in Durban en kreeg daardoor de bijnaam “Granny Alina”. Alina had de rare gewoonte om zich te verbergen in het huis als er een politiewagen langsreed of als er vreemden naar het huis liepen, en ze vertelde haar familie dat ze een Russische grootvorstin was. Haar familie was vermoord in de Russische Revolutie en ze wist zeker dat de moordenaars van haar familie haar zouden halen als ze wisten waar ze zat. Haar familie in Zuid-Afrika had hier altijd over gezwegen en beschouwde het als een familiegeheim. Omdat er in die tijd nog niet veel bekend was over de geschiedenis van de tsaar en zijn familie, trokken ze dan ook niet de conclusie dat Alina weleens een tsarendochter kon zijn. Alina stierf in 1969 en werd naast haar echtgenoot begraven.

## Ontdekking van de Romanovs
In de jaren 90 werden er veel documentaires op de televisie uitgezonden over de ontdekking van de lichamen van Nicolaas, Alexandra en hun kinderen. Na uitgebreid DNA-onderzoek werd vastgesteld dat het inderdaad om de tsaar en zijn gezin ging. Er was echter één eigenaardigheid; er ontbraken twee lichamen. Het was zeker dat de enige zoon van de tsaar, tsarevitsj Aleksej, ontbrak. Verder waren er maar drie dochters gevonden, waarvan men alleen zeker wist dat de twee oudsten (Olga en Tatjana) aanwezig waren. Maria of Anastasia lag dus niet in het graf. In de westerse wereld was men ervan overtuigd dat het om de jongste dochter, Anastasia, ging, maar in Rusland zelf ging men ervan uit dat het lichaam van Maria ontbrak. Wie de ontbrekende dochter ook was, meteen kwam er een geruchtenstroom op gang; de tsarevitsj en een van de grootvorstinnen leefden nog. Met die geruchtenstroom dook ook een groot aantal mannen en vrouwen op, dat een van de tsarenkinderen zou zijn.

## Onderzoek
Toen de in Australië woonachtige Gabriel-Louis Duval een van de documentaires over het tsarengezin zag, moest hij meteen denken aan Granny Alina, die hij kende uit zijn jeugd in Zuid-Afrika. Was zij misschien de ontbrekende grootvorstin Anastasia? Hij benaderde de documentairemaker Mike Searle en stelde hem voor het onderzoeksproces naar Alina’s afkomst op film vast te leggen. Samen gingen ze terug naar Zuid-Afrika om Alina’s lichaam op te graven en op die manier een DNA-test te doen. Australische onderzoekers van de Monash-universiteit konden echter geen bruikbaar DNA op het lichaam vinden; dit was grotendeels het gevolg van kruisbestuiving. Hierna werd er onderzocht in Engeland, aan universiteiten in Sheffield en in Manchester. Aan de ene universiteit werden foto’s van Alina en Anastasia vergeleken, en aan de andere universiteit maakte men een gezichtsconstructie van Alina aan de hand van haar schedel om deze vervolgens te vergelijken met Anastasia. Beiden universiteiten kwamen, onafhankelijk van elkaar, met hetzelfde resultaat: Alina kon Anastasia niet zijn geweest. Verrassend genoeg zeiden beide universiteiten dat ze dachten dat Alina de derde tsarendochter, grootvorstin Maria, was. Het enige wezenlijke verschil tussen beiden was de kaaklijn, maar daar werd van gezegd dat dit veroorzaakt zou zijn door een botbreuk die Maria op zou hebben gelopen tijdens de executie van haar familie.
Gabriel-Louis Duval had in de documentaires gehoord dat Anastasia was vermist en niet Maria, en had hier dus niet aan gedacht. Hij is door de verklaringen van de universiteiten van overtuigd dat Granny Alina grootvorstin Maria is en hoopte dat dit ooit kan worden bewezen door nieuwe ontwikkelingen in het DNA-onderzoek. Tot dan probeert hij er alles aan te doen om Alina bij te laten zetten in het graf van de tsaar en zijn gezin, die zijn herbegraven in de Petrus-en-Pauluskathedraal in Sint-Petersburg. Ook heeft hij een boek geschreven over Granny Alina en het onderzoek om haar verhaal meer bekendheid te geven.

## Nieuwe ontwikkelingen
Op 24 augustus 2007 werd door de nieuwszender EuroNews bekendgemaakt, dat zeer waarschijnlijk de stoffelijke resten van Maria en haar jongere broer Aleksej zijn gevonden. Eind april 2008 werd dit door Russische onderzoekers na DNA-tests bevestigd.